# Тур Сибиу 2024
14-й выпуск Тура Сибиу — шоссейной многодневной велогонки по дорогам Румынии. Гонка прошла с 6 по 9 июля 2024 года в рамках Европейского тура UCI 2024. Победителем стал немецкий велогонщик Флориан Липовиц.

## Участники
| UCI WorldTeam- Red Bull-Bora-Hansgrohe UCI ProTeams (6)- Q36.5 Pro Cycling Team - Lotto Dstny - Uno-X Mobility - Israel-Premier Tech - Corratec-Vini Fantini - TDT-Unibet UCI Continental Teams (16)- Vini Monzon-Savini Due-OMZ - MENtoRISE MLMsuperstars - Parkhotel Valkenburg - Volkerwessels Cycling Team - Victoria Sports Pro Cycling Team - General Store-Essegibi-F.Lli Curia - Myvelo Pro Cycling Team - Team Felt Felbermayr - Rad-Net Oßwald - Astana Qazaqstan Development Team - Petrolike - Saint Piran - XSpeed United Continental - Bike Aid - Universe Cycling Team - Team Technipes #inEmiliaRomagna Национальные сборные (2)- Румыния - Мексика |
| |

## Маршрут
Маршрут стал традиционным и проходил, как всегда, вокруг города, который дает название гонке. В Сибиу прошёл старт и в трёх случаях, также финиш. Трасса в значительной степени повторяет этапы, прошедшие в последних выпусках. Первый финиш расположенный в Палтинисе состоялся в гору после дистанции 165 километров. Второй день разделён на два полуэтапа, первый спринтерский утром и второй — индивидуальная гонка на время на 3300 метров во второй половине дня. В третий день гонки, протяженностью 207 километров, имел финишную черту на высоте 2040 метров. Планировалось, что этап может оказаться решающим для генеральной квалификации целей окончательного успеха, потому что последний день в 196 километров со стартом и финишем в Сибиу, спринтерский, хотя наличие короткого рывка в финале мог изменить ситуацию.
| Этап | Дата  | Маршрут           | type                    | Длина (км) | Победитель        | Лидер генеральной классификации |
| ---- | ----- | ----------------- | ----------------------- | ---------- | ----------------- | ------------------------------- |
| 1    | 6 июл | Сибиу – Păltiniș  | холмистый               | 167,5      | Андреас Лекнесунд | Андреас Лекнесунд               |
| 2a   | 7 июл | Сибиу – Сибиу     | холмистый               | 103        | Riley Pickrell    | Андреас Лекнесунд               |
| 2b   | 7 июл | Сибиу – Сибиу     | индивидуальная разделка | 3,2        | Макс Уокер        | Андреас Лекнесунд               |
| 3    | 8 июл | Сибиу – Bâlea Lak | горный                  | 207,3      | Джонатан Кайседо  | Флориан Липовиц                 |
| 4    | 9 июл | Сибиу – Сибиу     | холмистый               | 192,9      | Джакомо Ниццоло   | Флориан Липовиц                 |

## Ход гонки
Жюри определило порядок финиша четвёртого этапа: бельгиец Милан Ментен (Lotto Dstny), первым пересёк финишную черту, но был перенесён на 102 место из-за нарушения правила спринта, и поэтому успех достался Джакомо Низцоло (Q36.5 Pro Cycling Team), который наконец добился успеха в этом сезоне. Окончательная победа досталась немецкому велогонщику Флойрану Липовицу из Red Bull Bora Hansgrohe.

## Лидеры классификаций
| Этап |                         | Победитель _      | Генеральная классификация _ |
| ---- | ----------------------- | ----------------- | --------------------------- |
| 1    | холмистый               | Андреас Лекнесунд | Андреас Лекнесунд           |
| 2a   | холмистый               | Riley Pickrell    | Андреас Лекнесунд           |
| 2b   | индивидуальная разделка | Макс Уокер        | Андреас Лекнесунд           |
| 3    | горный                  | Джонатан Кайседо  | Флориан Липовиц             |
| 4    | холмистый               | Джакомо Ниццоло   | Флориан Липовиц             |
| Итог | Итог                    |                   | Флориан Липовиц             |

## Итоговые классификации
| \| Генеральная классификация \| Генеральная классификация \| Генеральная классификация \| Генеральная классификация \| Генеральная классификация \| \| Гонщик \| Гонщик \| Команда \| Время \| \| \| ------------------------- \| ------------------------- \| ------------------------- \| ------------------------- \| ------------------------- \| \| 1-й \| Флориан Липовиц \| Red Bull-Bora-Hansgrohe \| 16ч 05' 33 \| \| \| 2-й \| Андреас Лекнесунд \| Uno-X Mobility \| + 20 \| \| \| 3-й \| Джордж Беннетт \| Israel-Premier Tech \| + 38 \| \| |                   |                         |            |
| |                   |                         |            |
| Источник: ProCyclingStats |                   |                         |            |
| Генеральная классификация |                   |                         |            |
| Гонщик | Гонщик            | Команда                 | Время      |
| 1-й | Флориан Липовиц   | Red Bull-Bora-Hansgrohe | 16ч 05' 33 |
| 2-й | Андреас Лекнесунд | Uno-X Mobility          | + 20       |
| 3-й | Джордж Беннетт    | Israel-Premier Tech     | + 38       |

| Очковая классификация | Очковая классификация | Очковая классификация  | Очковая классификация | Очковая классификация |
| Гонщик                | Гонщик                | Команда                | Очки                  |                       |
| --------------------- | --------------------- | ---------------------- | --------------------- | --------------------- |
| 1-й                   | Joren Bloem           | TDT-Unibet             | 61 очков              |                       |
| 2-й                   | Riley Pickrell        | Israel-Premier Tech    | 45 очков              |                       |
| 3-й                   | Джакомо Ниццоло       | Q36.5 Pro Cycling Team | 45 очков              |                       |

| Очковая классификация | Очковая классификация | Очковая классификация  | Очковая классификация | Очковая классификация |
| Гонщик                | Гонщик                | Команда                | Очки                  |                       |
| --------------------- | --------------------- | ---------------------- | --------------------- | --------------------- |
| 1-й                   | Joren Bloem           | TDT-Unibet             | 61 очков              |                       |
| 2-й                   | Riley Pickrell        | Israel-Premier Tech    | 45 очков              |                       |
| 3-й                   | Джакомо Ниццоло       | Q36.5 Pro Cycling Team | 45 очков              |                       |

| Горная классификация | Горная классификация | Горная классификация    | Горная классификация | Горная классификация |
| Гонщик               | Гонщик               | Команда                 | Очки                 |                      |
| -------------------- | -------------------- | ----------------------- | -------------------- | -------------------- |
| 1-й                  | Флориан Липовиц      | Red Bull-Bora-Hansgrohe | 30 очков             |                      |
| 2-й                  | Джонатан Кайседо     | Petrolike               | 20 очков             |                      |
| 3-й                  | Леннерт Ван Этвельт  | Lotto Dstny             | 20 очков             |                      |

| Горная классификация | Горная классификация | Горная классификация    | Горная классификация | Горная классификация |
| Гонщик               | Гонщик               | Команда                 | Очки                 |                      |
| -------------------- | -------------------- | ----------------------- | -------------------- | -------------------- |
| 1-й                  | Флориан Липовиц      | Red Bull-Bora-Hansgrohe | 30 очков             |                      |
| 2-й                  | Джонатан Кайседо     | Petrolike               | 20 очков             |                      |
| 3-й                  | Леннерт Ван Этвельт  | Lotto Dstny             | 20 очков             |                      |

| Молодёжная классификация | Молодёжная классификация | Молодёжная классификация        | Молодёжная классификация | Молодёжная классификация |
| Гонщик                   | Гонщик                   | Команда                         | Время                    |                          |
| ------------------------ | ------------------------ | ------------------------------- | ------------------------ | ------------------------ |
| 1-й                      | Мэттью Ричителло         | Israel-Premier Tech             | 16ч 06' 53               |                          |
| 2-й                      | Ludovico Crescioli       | Team Technipes #inEmiliaRomagna | + 3' 19                  |                          |
| 3-й                      | Otto van Zanden          | Parkhotel Valkenburg            | + 7' 08                  |                          |

| Молодёжная классификация | Молодёжная классификация | Молодёжная классификация        | Молодёжная классификация | Молодёжная классификация |
| Гонщик                   | Гонщик                   | Команда                         | Время                    |                          |
| ------------------------ | ------------------------ | ------------------------------- | ------------------------ | ------------------------ |
| 1-й                      | Мэттью Ричителло         | Israel-Premier Tech             | 16ч 06' 53               |                          |
| 2-й                      | Ludovico Crescioli       | Team Technipes #inEmiliaRomagna | + 3' 19                  |                          |
| 3-й                      | Otto van Zanden          | Parkhotel Valkenburg            | + 7' 08                  |                          |

| Командная классификация по времени | Командная классификация по времени | Командная классификация по времени | Командная классификация по времени |
| Команда                            | Команда                            | Время                              |                                    |
| ---------------------------------- | ---------------------------------- | ---------------------------------- | ---------------------------------- |
| 1-й                                | Lotto Dstny                        | 48ч 20' 34                         |                                    |
| 2-й                                | Israel-Premier Tech                | + 7' 32                            |                                    |
| 3-й                                | Red Bull-Bora-Hansgrohe            | + 8' 13                            |                                    |

| Командная классификация по времени | Командная классификация по времени | Командная классификация по времени | Командная классификация по времени |
| Команда                            | Команда                            | Время                              |                                    |
| ---------------------------------- | ---------------------------------- | ---------------------------------- | ---------------------------------- |
| 1-й                                | Lotto Dstny                        | 48ч 20' 34                         |                                    |
| 2-й                                | Israel-Premier Tech                | + 7' 32                            |                                    |
| 3-й                                | Red Bull-Bora-Hansgrohe            | + 8' 13                            |                                    |